# Moviment dels Treballadors Rurals Sense Terra

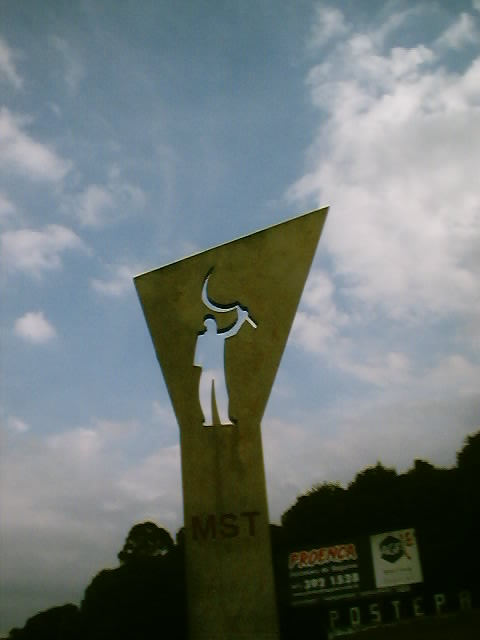
Monument dedicat al MST.

El Moviment dels Treballadors Rurals Sense Terra (en portuguès, Movimento dos Trabalhadores Rurais Sem Terra), abreujat MST, és un moviment polític-social brasiler d'inspiració marxista que lluita per la reforma agrària i la justícia social.
Es va originar en l'oposició al model de reforma agrària imposat pel règim militar, principalment en els anys 1970, que prioritzava la colonització de terres en regions remotes amb els objectius d'exportar els excedents poblacionals i de la integració estratègica neoliberal. Contràriament a aquest model, el MST busca fonamentalment la redistribució entre els camperols de les terres en desús per a convertir-les en productives.
Sota el lema “Ocupar, resistir i produir”, l'MST organitza els camperols que no tenen terra per ocupar zones improductives. Per aconseguir-ho poden agrupar-s'hi des de 300 famílies fins a 3.000, normalment persones que viuen als barris pobres de les grans ciutats després d'haver estat expulsades del camp. Sortir de la pobresa i tornar a viure de la terra és el que les empeny a agrupar-se entorn de l'MST i començar el procés d'ocupació i resistència.
Des que va començar, aquest moviment no han parat d'ocupar terres, d'organitzar la producció, de construir escoles i de formar nous militants. En aquest moment uns dos milions de persones viuen i treballen a les terres ocupades i/o legalitzades. Existeixen centenars d'associacions camperoles i cooperatives de producció, gairebé dues mil escoles en els seus campaments i assentaments i per la seva Escola Nacional Florestán Fernández han passat 16.000 joves per formar-se políticament i tècnica.
El grup es troba entre els moviments socials més grans de Llatinoamèrica comptant entre els seus membres amb un milió i mig de camperols sense terra organitzats en 23 dels 27 estats de Brasil.
El 26 de gener de 2013 va ser assassinat un dels líders d'aquest moviment, Cícero Guedes do Santos, a la localitat Campos dos Goytacazes. Des de la creació del moviment el 1985, 1722 militants han estat assassinats.

## Origen del MST
El MST neix com a resultat de la conjunció de diferents factors socioeconòmics conseqüents del període 1970-85: el procés de concentració de grans extensions de terra en propietat de petits grups de la societat, la qual cosa va generar l'augment i l'empobriment dels petits camperols; el procés de transició conservadora de la dictadura militar que va animar els camperols a organitzar-se políticament; la labor pedagògica de la teologia de l'alliberament, en particular de la Comissió Pastoral de la Terra; a més de les lluites aïllades per la terra que es produïen en diferents estats.
En aquest procés d'articulació del moviment de reforma agrària, es decideix fundar el MST a nivell nacional en un congrés celebrat al gener de 1985, a la ciutat de Curitiba, estat de Paraná, amb la participació de 1500 delegats de tot el país.

## Organització interna
El MST té com a objectiu organitzar-se per comissions de camperols com ara: Comissions de Bases, en les comunitats rurals, Comissions Municipals, Comissions Estatals, i la Comissió Coordinadora Nacional. Les comissions són també una forma d'organització a l'interior dels assentaments i campaments.
Al MST no hi ha funcions de president, secretari i tresorer. L'òrgan màxim és el Congrés Nacional, celebrat cada cinc anys. Cada any se celebren trobades nacionals i per estats. En l'administració hi ha un secretariat nacional, estatal i governamental.

## Situació legal
La Constitució brasilera explicita, en el seu article 5, Secció XXIII, que tota propietat ha de complir una funció social. Per això 
s'afirma, en el Capítol III: “De la política agrícola i territorial i de la reforma agrària”, article 184, que “És competència de la Unió expropiar per interès social, per a finalitats de reforma agrària, l'immoble rural que no està complint la seva funció social, mitjançant prèvia i justa indemnització”. Complementa això establint després, en l'article 185, que “No són susceptibles d'expropiació per a finalitats de reforma agrària: I, la petita i mitjana propietat rural, així definida en llei, sempre que el seu propietari no en posseeixi una altra; II, la propietat productiva.”
Aquí sorgeix el problema d'interpretació sobre què és la propietat productiva, així el MST adverteix que manquen lleis complementàries que defineixin el que és "propietat productiva" denominació no definida en la Constitució brasilera.

L'article 186 de la Constitució del Brasil estableix:
| « | “La funció social es compleix quan la propietat rural atén, simultàniament, segons els criteris i els graus d'exigència establerts en la llei, els següents requisits: - I) aprofitament racional i adequat; - II) utilització adequada dels recursos naturals disponibles i preservació del medi ambient; - III) observació de les disposicions que regulen les relacions de treball; - IV) explotació que afavoreixi el benestar dels propietaris i dels treballadors.” | » |

Així, doncs, el MST identifica el que interpreta que són terres rurals improductives que no compleixen amb la seva funció social i les ocupa col·lectivament.
En general, el grup comença un procés legal per a expropiar la terra i atorgar el títol de propietat a camperols sense terra, mentre que els propietaris s'esforcen per retenir-la i argumentar-ne la productivitat i funció social del terreny. El MST és representat en aquests processos a vegades per consells legals públics, en altres pels seus propis advocats i també per organitzacions com Terra de Direitos, una organització de la societat civil per a la defensa dels drets humans cofundada per Darci Frigo, qui va ser guardonat el 2001 amb el Premi Robert F. Kennedy de Drets Humans.
Algunes vegades la cort judicial requereix la desocupació de les terres, i altres vegades permet als ocupants romandre en elles i desenvolupar una agricultura de subsistència fins que el Institut Nacional de Colonització i Reforma Agrària (INCRA) determini si les terres ocupades són improductives.
Un exemple del segon cas és l'actuació del jutge superior Rui Portanova, partidari del corrent del Dret Alternatiu. L'agost de 1999 aquest jutge va decidir deposar la resolució d'una cort d'inferior grau que cedia al reclam del terratinent de desallotjar el MST de la seva propietat.

El raonament va ser així:
| « | “Abans d'aplicar una japi, el jutge ha de considerar els aspectes socials del cas: les repercussions de la llei, la seva legitimitat i el xoc d'interessos en tensió. El MST [està format per] treballadors sense terra que volen plantar un producte que alimenta i enriqueix el Brasil en aquest món tan globalitzat i famolenc. Però Brasil els dona l'esquena. L'Executiu dirigeix els diners als bancs. El parlament (…) vol fer lleis que perdonin els deutes dels grans propietaris. La premsa acusa el MST de violència. Els Sense Terra, a pesar de tot, tenen l'esperança (…) de poder plantar i collir amb llurs mans. Per això preguen i canten. La Constitució Federal i el seu article 5 (…) ofereixen espai d'interpretació a favor del MST. La pressió del MST es legítima. En els termes de l'incís 23 del art. 5 [“la propietat privada atendrà la seva funció social”] jo revoquí [la decisió anterior]”. | » |
| — | |   |

En cas que es donés, el procés d'expropiació pot trigar anys.

## Formes de lluita
El MST ha desenvolupat al llarg de la seva història diferents accions a favor de la realització d'una àmplia reforma agrària. Entre elles estan: manifestacions als carrers, concentracions regionals, audiències amb governadors i ministres, vagues de fam, campaments provisoris a les ciutats o a la vora dels latifundis considerats inconstitucionals, ocupacions d'òrgans públics com l'INCRA i ocupació de terres enteses com a improductives.
Complementant aquestes activitats el moviment social també busca rebre préstecs i ajuda perquè els camperols puguin realment produir a les terres que reben. Pel MST és molt important que les famílies puguin tenir accés a escoles i serveis de salut propers, de manera que els infants no hagin d'anar a la ciutat i així les famílies no hagin d'abandonar el camp.
D'altra banda, el MST va presentar el 1987, conjuntament amb les altres entitats del moviment sindical, Confederació Nacional dels Treballadors en l'Agricultura (CONTAG) i Central Única de Treballadors de Brasil (CUT), un projecte de reforma agrària signat per un milió dos-cents mil ciutadans. El projecte va ser rebutjat pel Congrés Nacional.

## Episodis de violència
En els anys que ha durat el conflicte per la reforma agrària al Brasil la violència ha estat una fet recurrent.
Un dels episodis més tràgics fou la Massacre de Eldorado do Carajás el 17 d'abril de 1997 on van morir 19 camperols del MST metrallats per la Policia Militar (PM). Quan 1500 camperols tallaven el trànsit de la ruta PA-150 en protesta per la demora en l'expropiació d'un terreny ocupat, la PM va ser enviada a desallotjar-los. Segons camperols del MST, la PM va arribar llençant bombes de gasos lacrimògens fet al qual els concentrats van respondre amb pals i pedres. Després d'això la PM va disparar a matar.

## Relacions

### Relacions amb el govern de Lula
El president brasiler Luiz Inácio Lula da Silva havia promès al MST durant la seva campanya electoral el 2002 assentar 400.000 famílies camperoles en els seus quatre anys de gestió. No obstant això, la mesura va tenir una lenta implementació, fet pel qual el moviment va prendre distància del govern. El MST ha afirmat que només van ser assentades 21.000 famílies des que Lula va assumir el càrrec l'1 de gener de 2003.
Malgrat que tot el que es preveia no es va materialitzar, el moviment, després de fer una avaluació crítica del període, va decidir donar suport políticament al Partit dels Treballadors el 2005 a l'hora de la reelecció de Lula. No obstant això, hi va haver membres que van donar suport al PSOL.

### Relacions amb altres entitats
El MST anima a tots els camperols a afiliar-se i participar del Sindicat de Treballadors Rurals, l'organització sindical a nivell de cada municipi. A nivell de central sindical, el MST s'articula amb la Central Única dels Treballadors (CUT). En l'àmbit religiós, el MST manté relacions amb la Comissió Pastoral de la Terra i les pastorals rurals de les diòcesis; el 2008, uns 50.000 membres del MST van ingressar en bloc al moviment Catòlic Comunió i Alliberament. A nivell internacional, el MST manté relacions amb diverses organitzacions camperoles d'Amèrica Llatina a través de Via Campesina. El MST no està afiliat a centrals sindicals internacionals encara que compta amb el suport de diferents organitzacions de treballadors i ONG d'Europa i el Canadà.